# 메탈리카 (영화)
메탈리카(Metallica: Some Kind Of Monster)는 미국에서 제작된 브루스 시노프스키 감독의 2004년 다큐멘터리 영화이다. 커크 해밋 등이 주연으로 출연하였고 조 벌링거 등이 제작에 참여하였다.

## 출연

### 주연
- 커크 해밋
- 제임스 헷필드
- 데이브 머스테인
- 제이슨 뉴스테드
- 밥 록

### 조연
- 로버트 트루히요
- 라스 울리히

## 제작진
- 협력프로듀서: 마이클 본피글리오